# 斯科特·多尼
斯科特·多尼（英語：Scott Donie，1968年10月10日—），美国男子跳水运动员。他曾代表美国参加1992年和1996年夏季奥林匹克运动会跳水比赛，其中1992年奥运会获得一枚银牌。